# فروریزش کوه‌زایی

فروریزش کوه‌زایی به معنای نازک شدن و گسترش جانبی پوسته ضخیم‌شده است

فروریزش کوه‌زایی (انگلیسی: Orogenic collapse) به فرآیندی در زمین‌شناسی گفته می‌شود که در آن پوسته زمین که طی فرآیندهای کوه‌سازی (کوه‌زایی) ضخیم شده است، به دلیل وزن زیاد و فشار داخلی، نازک و به اطراف گسترش پیدا می‌کند. این اتفاق معمولاً زمانی رخ می‌دهد که پوسته زمین دیگر قادر به تحمل وزن اضافی نباشد یا نیروهای زمین‌ساختی که باعث ایجاد فشار و کوه‌زایی شده بودند، کاهش پیدا کنند.
فروریزش کوه‌زایی می‌تواند باعث تغییرات بزرگ در سطح زمین شود، مانند ایجاد دره‌های وسیع، کاهش ارتفاع کوه‌ها و گسترش پوسته زمین به اطراف. این فرایند بخشی از چرخه طبیعی زمین‌شناسی است که بین دوره‌های کوه‌سازی و گسیختگی قاره‌ها رخ می‌دهد.
این پدیده در رشته‌کوه‌هایی مانند آلپ و هیمالیا مشاهده شده است، جایی که ضخامت بیش‌ازحد پوسته باعث آغاز فروریزش در برخی مناطق شده است.
دلایل اصلی فروریزش کوه‌زایی:
1. وزن زیاد پوسته: پوسته ضخیم‌شده نمی‌تواند وزن خود را تحمل کند و به سمت پایین و اطراف فرو می‌ریزد.
2. گرمای داخلی زمین: گرمای اضافی از گوشته زمین وارد پوسته ضخیم‌شده می‌شود و باعث نرم‌تر شدن سنگ‌ها و حرکت آن‌ها به سمت مناطق نازک‌تر می‌گردد.
3. کاهش فشار زمین‌ساختی: زمانی که نیروهایی که باعث برخورد و فشرده شدن صفحات زمین می‌شدند کاهش می‌یابند، پوسته شروع به باز شدن و نازک شدن می‌کند.

## جزئیات
فروریزش کوه‌زایی در تعریف به معنای نازک شدن و گسترش جانبی پوسته ضخیم‌شده زمین است.
این اصطلاح به فرآیندهایی اشاره دارد که مواد را از مناطقی با انرژی پتانسیل گرانشی بالا به مناطقی با انرژی پتانسیل گرانشی پایین منتقل می‌کنند. فروریزش کوه‌زایی می‌تواند در هر مرحله از یک کوه‌زایی به دلیل ضخیم‌شدگی بیش‌ازحد پوسته آغاز شود. فروریزش پساکوه‌زایی و گسترش پساکوه‌زایی به فرآیندهایی اشاره دارد که پس از کاهش نیروهای زمین‌ساخت رخ می‌دهد و نمایانگر مرحله‌ای کلیدی در چرخه ویلسون بین برخورد قاره‌ای و گسیختگی است.

## توضیحات
کمربند کوه‌زایی (یا به‌عبارتی رشته‌کوه) مناطقی از پوسته ضخیم‌شده هستند که در نتیجه برخورد زمین‌ساخت صفحه‌ای ایجاد می‌شوند. ضخیم‌شدن پوسته آغازگر کوه‌زایی یا «رویداد کوه‌سازی» است. با پیشرفت کوه‌زایی، ممکن است این کمربندها شروع به گسترش و نازک شدن کنند. فرآیندهای فروریزش می‌توانند پس از پایان کوه‌زایی و توقف نیروهای زمین‌ساخت یا در حین کوه‌زایی، در صورت ناپایداری پوسته، آغاز شوند.
دو سازوکار اصلی در فروریزش کوه‌زایی وجود دارد: انرژی پتانسیل گرانشی اضافی و جریان گرما به داخل پوسته ضخیم‌شده. پوسته بیش‌ازحد ضخیم‌شده می‌تواند شکننده شده و تحت وزن خود فروریزد و گسترش یابد. وزن اضافی پوسته ضخیم‌شده نیز باعث فرورفتن بیشتر آن در گوشته سیاره‌ای می‌شود، جایی که گرمای بیشتری وارد پوسته می‌گردد. این گرمای اضافه باعث نرم شدن سنگ‌ها و تسهیل حرکت آن‌ها می‌شود، که به مواد موجود در بخش‌های عمیق‌تر اجازه می‌دهد به مناطق نازک‌تر حرکت کنند و ضخامت کلی را کاهش دهند. کمربندهای کوه‌زایی همچنین ممکن است از طریق برون‌بر و فرسایش نابود شوند، اما این فرایندها لزوماً با فروریزش کوه‌زایی مرتبط نیستند. بر اساس برخی استدلال‌ها، گسترش در طی فروریزش کوه‌زایی سازوکاری مؤثرتر از فرسایش برای کاهش ارتفاع کوه‌ها است.

## مدل‌ها

فروریزش کوه‌زایی می‌تواند در شرایط مختلف رخ دهد

### فروریزش با مرز ثابت
فروریزش با مرز ثابت به شکست پوسته بالایی شکننده اشاره دارد و زمانی رخ می‌دهد که پوسته در حالی که نیروهای زمین‌ساختی همچنان فعال هستند، بیش‌ازحد ضخیم شده باشد. ممکن است در این شرایط جریان در پوسته پایینی رخ دهد یا رخ ندهد. این فرایند می‌تواند منجر به نمایان شدن ویژگی‌های مدفون شود.

### فروریزش با مرز آزاد
فروریزش با مرز آزاد زمانی رخ می‌دهد که نیروهای زمین‌ساختی کاهش یافته و پوسته ضخیم‌شده آزادانه حرکت کند. این فرایند به زمین‌ساخت کششی در پوسته سطحی و جریان پوسته پایینی به سمت مناطق نازک‌تر منجر می‌شود. نتیجه این کشش می‌تواند شامل تشکیل گسترده گسل‌ها باشد.
این نوع تغییر شکل با مثالی از رها شدن یک تکه پنیر کممبر در طول شب مقایسه شده است: با شروع افتادگی و گسترش پنیر، پوسته خارجی آن در نهایت ترک می‌خورد.

## نمونه‌ها

### کوه‌زایی کالدونی
کوه‌های اسکاندیناوی نمونه‌ای از یک رویداد کوه‌زایی هستند که به ارتفاع ۸ تا ۹ کیلومتر رسیدند و سپس در دوره دوونین فروریختند و ساختارهای کششی بزرگی مانند گسل نوردفیورد-سوگن را تشکیل دادند.
این فروریزش به قدری شدید بود که ارتفاع رشته‌کوه اسکاندیناوی مدرن ناشی از این کوه‌زایی نیست، بلکه به فرآیندهای دیگری در دوره نوزیستی مربوط می‌شود.

### استان حوضه و کوهستان
استان حوضه و کوهستان در غرب ایالات متحده، که قبلاً به‌عنوان یک فلات مرتفع در شبکه کوهستانی آمریکا شناخته می‌شد، دچار کشش و نازک شدن شده است. توپوگرافی حوضه و کوهستان که از ویژگی‌های این منطقه است، ناشی از شکست پوسته به قطعات گسلی است.
دلیل این کشش هنوز مورد بحث است، اما احتمالاً به تغییر از یک فرورانش به یک گسل ترادیس میان صفحه آمریکای شمالی و صفحه اقیانوس آرام و همچنین احتمالاً همرفت گوشته مرتبط است.

## صفحه دریای اژه
صفحه دریای اژه بخشی از پوسته قاره‌ای است که نازک شده و به‌عنوان یک فلات مرتفع بین دریای مدیترانه و دریای سیاه شناخته می‌شود. بخش شمالی این صفحه تحت تأثیر کوه‌زایی اژه (ح. 70 - 14 میلیون سال پیش) قرار گرفت و پس از آن به دلیل درازگودال صفحه آفریقا، پوسته کشیده و نازک شد.
---

## کوه‌زایی واریسکی
کوه‌زایی واریسکی نتیجه برخورد صفحات لوراسیا و گوندوانا در زمان شکل‌گیری پانگه‌آ بود. این رویداد منجر به تشکیل یک فلات مرتفع با پوسته ضخیم شد. در حدود ح. 345 - 310 میلیون سال پیش، صفحه زیرین که به سمت شمال فرومی‌رفت، شروع به عقب‌نشینی به سمت جنوب کرد. این وضعیت باعث نازک شدن پوسته ضخیم‌شده به دلیل ترکیبی از فروریزش گرانشی، جدا شدن گسل‌ها و نرم شدن پوسته به دلیل افزایش گرما شد.
---

## فلات تبت
با وجود اینکه فلات تبت عمدتاً تحت فشار برخورد صفحات صفحه هند و صفحه اوراسیا قرار دارد، از حدود ح. 14 میلیون سال پیش شاهد گسترش شرقی-غربی نیز بوده است.
علت اصلی این گسترش احتمالاً فروریزش گرانشی ناشی از انرژی پتانسیل گرانشی اضافی فلات و همچنین برش پایه‌ای ناشی از فرورانش صفحه هند زیر تبت است.